# Furrina
Furrina (auch Furina) war eine der vielen „kleinen“ Göttinnen der römischen Religion. Bereits Varro gibt an, dass sie zu seiner Zeit kaum noch dem Namen nach bekannt war. 
In älterer Zeit muss sie größere Bedeutung gehabt haben, da ihr ein eigener Festtag, die Furrinalia oder Furnalia (25. Juli), und ein Hain mit Heiligtum am Ianiculum gewidmet war und es außerdem (wie bei manchen anderen bedeutungslos gewordenen Gottheiten auch) einen ihr besonders zugeordneten Priester (flamen Furrinalis) gab.
Vermutlich allein aus lautlichen Gründen wurde sie mangels genauerer Kenntnis nachträglich in eine Beziehung zu den Furien gesetzt oder aber als Göttin der Diebe (lateinisch fur =  Dieb) gedeutet.